# Carlo Ninchi

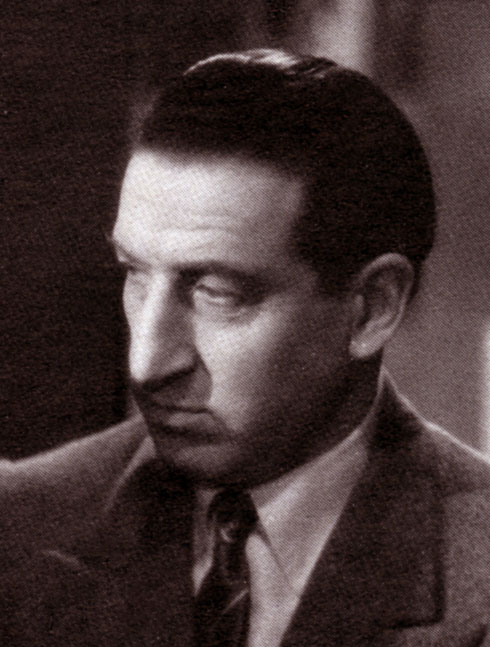
Carlo Ninchi in Unsichtbare Ketten (1942)

Carlo Ninchi (* 31. Mai 1896 in Bologna; † 27. April 1974 in Mailand) war ein italienischer Schauspieler.

## Leben
Der Bruder von Annibale Ninchi (1887–1967) und Cousin des Vaters von Ave Ninchi (1915–1997) debütierte im Ensemble seines Bruders in der Rolle des Pilades in Oreste von Vittorio Alfieri und wurde daraufhin in die großen italienischen Theatertruppen berufen, wo er sich die Bühne mit anderen zukünftigen Größen wie Paolo Stoppa und Gino Cervi teilte.
Ab Mitte der 1930er Jahre wandte er sich der Filmindustrie zu. Er verkörperte zahlreiche dramatische Figuren, die oft aus der Literatur stammten, wie den Alfio aus Santuzza (1939) von Amleto Palermi an der Seite des Sexsymbols des Regimes, Doris Duranti; der gequälte Innominato aus Manzonis Die Verlobten (1941), inszeniert von Mario Camerini mit großem Produktionsaufwand (der Mailänder Dom, wie er 1627 aussah, wurde im Studio rekonstruiert); vor allem aber der von Dante abgeleitete Graf Ugolino in Il conte Ugolino (1949) von Riccardo Freda, vielleicht die höchste Leistung Ninchis, der sich in dramatischen Interpretationen, die ihm eine solide Theaterausbildung ermöglichten, stets wohl fühlte. Ebenso meisterhaft war seine Rolle in Roberto Rossellinis Desiderio (1946), wo er Paolas letzte Hoffnung verkörperte, sich aus der Prostitution zu befreien. Er trat auch in Alessandro Blasettis Fabiola (1949) und Carmine Gallones Messalina (1951) auf. Auch in komischen und sogar selbstparodistischen Charakterisierungen war er zu sehen, etwa in Totò le Mokò (1949) von Carlo Ludovico Bragaglia, einer Parodie von Pépé le Moko.
Ab den 1950er Jahren nahm die künstlerische Qualität seiner Filme deutlich ab; die einzigen Ausnahmen waren die Miniserie Il conte di Montecristo (1966) und der Film Und dennoch leben sie (1960).
Er ist auf dem städtischen Friedhof in Ancona begraben.
Sein Neffe Alessandro Ninchi (1935–2005) betätigte sich zunächst ebenfalls als Schauspieler und arbeitete später als Regisseur und Drehbuchautor.

## Filmografie (Auswahl)
- 1931: Corte d’Assise
- 1931: Terra madre
- 1931: La scala
- 1931: Stella del cinema
- 1931: Il solitario della montagna
- 1932: La Wally

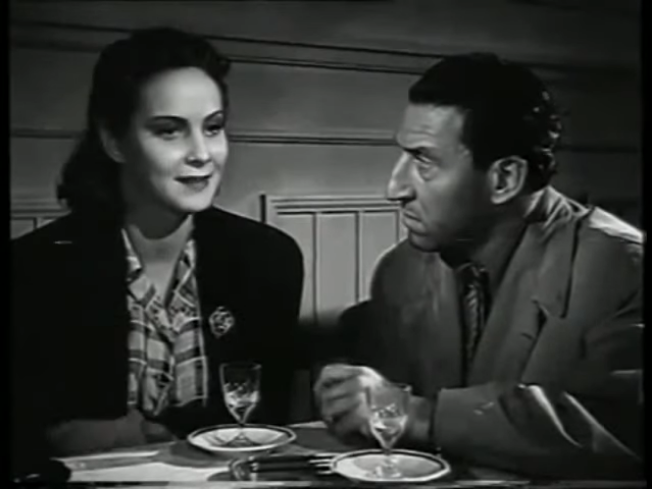
Carlo Ninchi mit Alida Valli in Stasera niente di nuovo (1942)

- 1933: Schwarzhemden (Camicia nera)
- 1935: Passaporto rosso
- 1935: Amo te sola
- 1937: Karthagos Fall (Scipione l’Africano)
- 1939: Santuzza (Cavalleria rusticana)
- 1939: Skandal um Dora (Dora Nelson)
- 1940: L’uomo della legione
- 1940: Ehen in Verwirrung (Scandalo per bene)
- 1940: La conquista dell’aria
- 1940: L’arcidiavolo
- 1940: Lucrezia Borgia
- 1940: La fanciulla di Portici
- 1941: Die Verlobten (I promessi sposi)
- 1941: Turbine
- 1941: Verschwörer (Marco Visconti)
- 1941: Leggenda della primavera
- 1941: Il re si diverte
- 1942: Die Letzten von Giarabub (Giarabub)
- 1942: Odessa in Flammen (Odessa in fiamme)
- 1942: Unsichtbare Ketten (Catene invisibili)
- 1942: La morte civile
- 1942: Capitan Tempesta
- 1942: Tragica notte
- 1942: Stasera niente di nuovo
- 1942: I due Foscari
- 1942: Il leone di Damasco
- 1942: Luisa Sanfelice
- 1943: La valle del diavolo
- 1943: La vispa Teresa
- 1943: In due si soffre meglio
- 1943: Tutta la vita in ventiquattr’ore
- 1943: La signora in nero
- 1944: Lacrime di sangue
- 1944: Circo equestre Za-bum
- 1944: La porta del cielo
- 1945: I dieci comandamenti (eine Episode)
- 1945: Due lettere anonime
- 1945: Il canto della vita
- 1946: Desiderio
- 1946: L’adultera
- 1946: Le vie del peccato
- 1946: Verschwörung gegen Tod und Hölle (Amanti in fuga)
- 1946: O sole mio
- 1947: Aufstand in Sibirien (La figlia del capitano)
- 1947: Fiamme sul mare
- 1947: Il corriere di ferro
- 1947: La primula bianca
- 1947: Il Passatore
- 1947: Ultimo amore
- 1947: Tempesta d’anime
- 1947: Il corriere del re
- 1948: Totò al giro d’Italia
- 1948: Sono io l’assassino
- 1948: Un mese d’onestà
- 1948: Il grido della terra
- 1948: I cavalieri dalle maschere nere (I Beati Paoli)
- 1948: I contrabbandieri del mare
- 1948: L’eroe della strada
- 1948: L’isola di Montecristo
- 1948: Fiamme sul mare
- 1949: Capitan Demonio
- 1949: Il conte Ugolino
- 1949: Fabiola
- 1949: Come scopersi l’America
- 1949: La mano della morta
- 1949: Totò le Mokò
- 1950: Le sei mogli di Barbablù
- 1950: Il leone di Amalfi
- 1950: Mönch und Musketier (Il figlio di d’Artagnan)
- 1950: Der Pakt mit dem Teufel (La Beauté du diable)
- 1950: Flucht vor dem Schicksal (La portatrice di pane)
- 1950: Millionenstadt Neapel (Napoli milionaria)
- 1950: Nachttaxi (Taxi di notte)
- 1950: Der Löwe von Amalfi (Il leone di Amalfi)
- 1950: Straßenlieder (Canzoni per le strade)
- 1951: Il diavolo in convento
- 1951: Sangue sul sagrato
- 1951: Operazione Mitra
- 1951: Senza bandiera
- 1951: Napoleone
- 1951: Cameriera bella presenza offresi…
- 1951: Messalina
- 1951: Keine Liebe, aber… aber… (Amor non ho… però… però)
- 1952: Anita Garibaldi (Camicie rosse)
- 1952: Non ho paura di vivere
- 1952: La fiammata
- 1952: Zorro, der Held (Il sogno di Zorro)
- 1952: Prigioniera della torre di fuoco
- 1952: Don Lorenzo
- 1952: Ein Kreuz ohne Namen (Una croce senza nome)
- 1953: Spartacus, der Rebell von Rom (Spartaco)
- 1953: Staatsfeind Nr. 1 (L’ennemi public n° 1)
- 1953: Cavallina storna
- 1953: Passione
- 1954: Il medico dei pazzi
- 1954: Hundert Jahre Liebe (Cento anni d’amore) (eine Episode)
- 1954: Vor der Sintflut (Avant le déluge)
- 1954: Semiramis, die Kurtisane von Babylon (La cortigiana di Babilonia)
- 1954: La grande avventura
- 1954: Amori di mezzo secolo (Episode L’amore romantico)
- 1955: Das Schiff der gefährlichen Männer (Chéri-Bibi)
- 1955: Die Gesellen (I due compari)
- 1956: Ciao, pais…
- 1956: I miliardari
- 1956: Die schönsten Tage des Lebens (I giorni più belli)
- 1957: Maurizio (I colpevoli)
- 1957: Die Verlobten des Todes (I fidanzati della morte)
- 1957: Die Freuden der Familie (Il marito)
- 1960: Und dennoch leben sie (La ciociara)
- 1961: Konstantin der Große (Costantino il grande)
- 1962: Tiger der Meere (La tigre dei sette mari)
- 1962: Die drei Musketiere der Meere (I moschettieri del mare)
- 1966: Il conte di Montecristo (Miniserie)